# Mauricio Ramos
Juan Mauricio Ramos Méndez (Santa Cruz de la Sierra, 9 de marzo de 1969) es un futbolista boliviano retirado. Jugaba de mediocampista y el último equipo en el que militó fue el  San José de la Liga de Fútbol Profesional Boliviano.

## Clubes
| Club                   | País           | Año         |
| ---------------------- | -------------- | ----------- |
| Destroyers             | Bolivia        | 1987 - 1994 |
| Guabirá                | Bolivia        | 1994        |
| Bolívar                | Bolivia        | 1995        |
| Cruzeiro EC            | Brasil         | 1995        |
| The Strongest          | Bolivia        | 1998        |
| Tampa Bay Mutiny       | Estados Unidos | 1998 - 1999 |
| New England Revolution | Estados Unidos | 2000        |
| Oriente Petrolero      | Bolivia        | 2001        |
| Unión Central          | Bolivia        | 2002        |
| San José               | Bolivia        | 2003        |